# Fortaleza de Kosh
La Fortaleza Kosh (del armenio: Աղջկա բերդ [Aghjka berd] ‘fortaleza de la joven’) es una fortificación del siglo XIII, situada en la cima de una colina próxima a la población de Kosh  en la provincia de Aragatsotn de Armenia.

## Descripción
La fortaleza medieval está en una pequeña cima que se levanta en la parte noroeste de Kosh y ofrece una vista sin obstáculos en todas las direcciones a través de la llanura. Sus ruinas llegan hasta el cementerio al este del pueblo Kosh. Presenta  un plano  rectangular con orientación sur y torres circulares en las cuatro esquinas, los muros y las torres están construidas con toba y en la parte inferior con basalto. La entrada al norte está totalmente en ruinas y en el centro de la pared sur se encuentra un pasadizo abovedado. El material de piedra pudo haber sido tomado de edificios más antiguos.